# مقاطعة وليامز (أوهايو)
مقاطعة وليامز (بالإنجليزية: Williams County)‏ هي إحدى مقاطعات ولاية أوهايو في الولايات المتحدة الأمريكية.